# دومينيك برادلي
دومينيك برادلي (بالإنجليزية: Dominic Bradley)‏ هو سياسي بريطاني، ولد في 29 أغسطس 1960 في المملكة المتحدة. حزبياً، نشط في الحزب الاشتراكي العمالي. في انتخابات الجمعية التشريعية لأيرلندا الشمالية، 2003 ‏، انتخب عضو الجمعية التشريعية الثانية لأيرلندا الشمالية عن دائرة Newry and Armagh (Assembly constituency) ‏ وقد انضم خلال فترته النيابية ‏ (26 نوفمبر 2003 – 30 يناير 2007) للكتلة البرلمانية الحزب الاشتراكي العمالي وفي انتخابات الجمعية التشريعية لأيرلندا الشمالية،  2007 ‏، انتخب عضو الجمعية التشريعية الثالثة لأيرلندا الشمالية عن دائرة Newry and Armagh (Assembly constituency) ‏ وقد انضم خلال فترته النيابية ‏ (9 مارس 2007 – 24 مارس 2011) للكتلة البرلمانية الحزب الاشتراكي العمالي وفي انتخابات الجمعية التشريعية لأيرلندا الشمالية، 2011 ‏، انتخب عضو الجمعية التشريعية الرابعة لأيرلندا الشمالية ‏ عن دائرة Newry and Armagh (Assembly constituency) ‏ وقد انضم خلال فترته النيابية ‏ (6 مايو 2011 – 24 مارس 2016) للكتلة البرلمانية الحزب الاشتراكي العمالي.